# Sankt Michael in Obersteiermark
Sankt Michael in Obersteiermark är en ort och kommun i Österrike. Den ligger i distriktet Leoben i förbundslandet Steiermark.
Kommunen består av sju orter (Ortschaften) (inom parentes invånarantal 1 januari 2024):

- Brunn (27)
- Greith (24)
- Hinterlainsach (43)
- Jassing (25)
- Liesingtal (1 832)
- Sankt Michael in Obersteiermark (1 000)
- Vorderlainsach (140)